# پاشبرون
پاشبرون (به آلمانی: Pechbrunn) یک شهر در آلمان است که در Tirschenreuth واقع شده‌است. پاشبرون ۱٬۴۳۹ نفر جمعیت دارد.